# 道東書院 (達城郡)
道東書院（：／ Dodong Seowon）位於韓國大邱廣域市達城郡，為一座朝鲜王朝時期（西元1392－1897年）建立的書院。現今的道東書院建於在朝鮮宣祖三十八年（西元1605年），其與玉山書院、屏山書院、陶山書院及紹修書院合稱朝鮮五大書院。2007年10月，道東書院被列為韓國指定史蹟第488號；2019年，道東書院與其他八座書院以「韓國新儒學書院」名稱登錄，成為韓國第14個世界遺產。

## 簡介

### 歷史沿革
道東書院最初創建於朝鮮宣祖元年（西元1568年），當時名稱為「雙溪書院」，位於玄風琵瑟東側山麓。書院最初成立主要為了祭祀儒學家金宏弼，金宏弼曾任刑曹佐郎，被列為東國十八賢之一，得以入祀孔廟；《國朝儒先錄》（국조유선록）將金宏弼與鄭汝昌、趙光祖、李彥迪三人合列為朝鮮四賢。
雙溪書院成立五年後，於宣祖六年（西元1573年）獲君王贈與匾額，成為「賜額書院」。歷經豐臣秀吉入侵朝鮮半島的萬曆朝鮮之役，雙溪書院遭焚毀。宣祖三十八年（西元1605年）於今日的位址重建，當時名稱為「甫老洞書院」。宣祖四十年（西元1607年）再度獲君王賜額「道東書院」，因此改為道東書院。「道東」之名，由著名儒學家李滉提議，李滉盛讚金宏弼為「東方道學之宗」，此而有此命名。朝鮮肅宗四年（西元1678年）再增加祀奉儒學家鄭逑。
朝鮮高宗八年（西元1871年），興宣大院君下達書院撤廢令時，朝鮮全境僅保留47座書院，道東書院為其中之一。

### 建築與文物

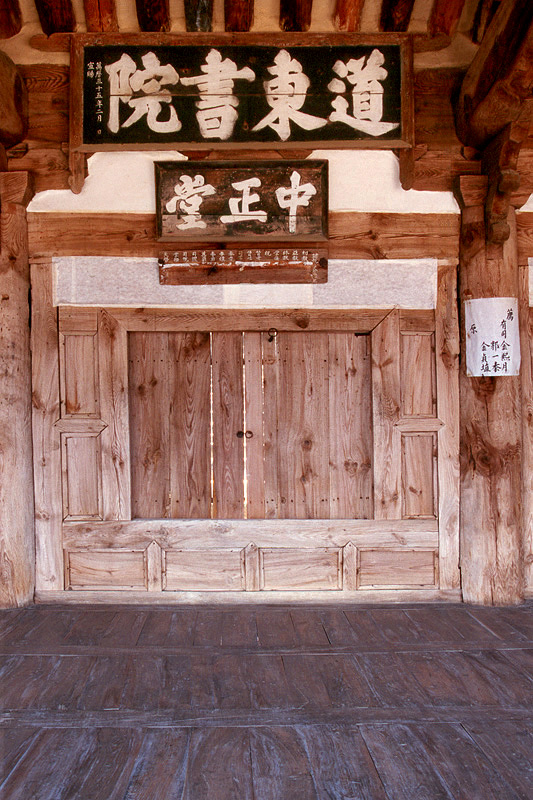
道東書院中正堂

如同其他書院多位於山明水秀之處，道東書院亦不例外。道東書院依山傍水，前方為洛東江，後方為琵瑟山。道東書院為一座典型的前學後廟式書院，在建築物布局上，講堂「中正堂」（중정당）位於書院的中央，後方為祭祀金宏弼與鄭逑的祠堂；中正堂前方入口處有供儒生休息與讀書的水月樓（수월루），兩者中間有喚主門（환주문）；中正堂左、右側則有東齋與西齋供儒生住宿。
道東書院的中正堂、祠堂與圍欄被列為韓國寶物第350號。整座書院、書院前的神道碑以及書院入口樹齡逾四百年的銀杏樹，於2007年10月列為韓國指定史蹟第488號，受到國家保護。

## 世界遺產登錄
2019年6月至7月，第43屆世界遺產委員會會議於亞塞拜然首都巴庫召開，「韓國新儒學書院」項目經大會通過登錄為世界遺產，包括紹修書院、灆溪書院、玉山書院、陶山書院、筆巖書院、道東書院、屏山書院、武城書院、遯巖書院。道東書院編號為1498-006號。
该世界遗产被认为满足世界遺產登錄基準中的以下基準而予以登錄：
- （iii）呈现有关现存或者已经消失的文化传统、文明的独特或稀有之证据。[3]

| 世界遺產編號 | 名稱     | 所在地                      | 保護範圍 | 緩衝範圍  |
| ------------ | -------- | --------------------------- | -------- | --------- |
| 1498-006     | 道東書院 | 35°42'3.31"N 128°22'18.87"E | 2.32公頃 | 81.23公頃 |